# Nicola Thost
Nicola Thost (Pforzheim, 3 de maio de 1977) é uma snowboarder alemã, primeira campeã olímpica do halfpipe nos Jogos de 1998, em Nagano.

## Carreira
Thost iniciou nos esporte praticando esqui e ginástica, quando aos treze anos passou a praticar o snowboard.
Nos Jogos Olímpicos de Inverno de 1998, na primeira rodada da final do halfpipe feminino, ficou em segundo lugar. Conhecida por seus "grandes aéreos", foi para a rodada final com uma corrida muito forte, onde conseguiu conquistar a medalha de ouro.
Participou também dos Jogos Olímpicos de Inverno de 2002, mas ficou apenas com o 11º lugar.